# شتانكو أوليكسي فولوديميروفيتش
شتانكو أوليكسي فولوديميروفيتش هو فنان جرافيكي ومعلم أوكراني، وحاصل على نيشان الفنان المشرف لأوكرانيا (عام 1996). وقد كان طالب بيريفالسكي فاسيل إيفدوكيموفيتش.

## طوابع بريدية من تصاميمه

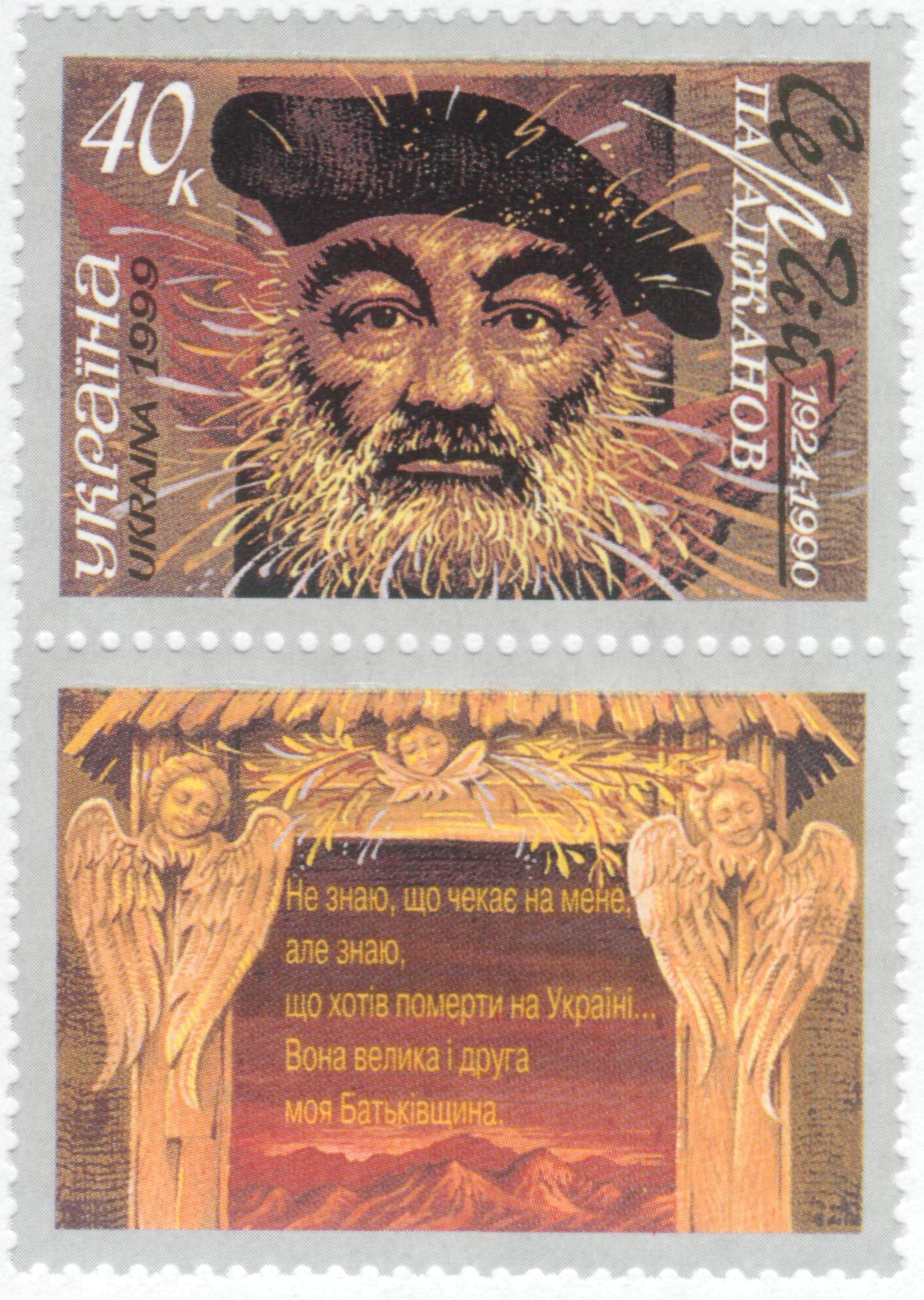
سيرغي باراجانوف
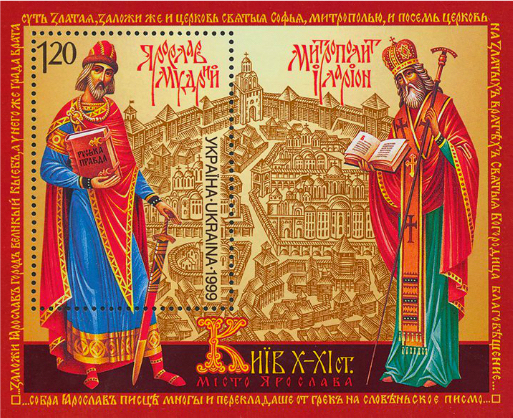
«ياروسلاف الحكيم»
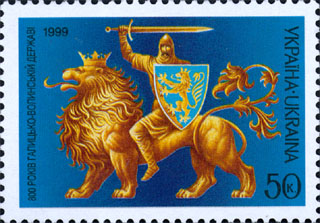
800 عام على إمارة غاليسيا فولينيا
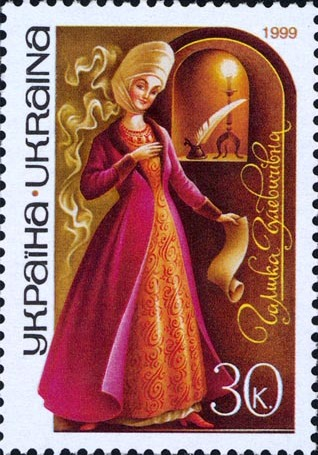
هالشكا هوليفيتشيفنا
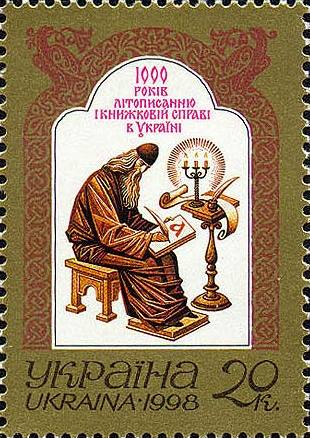
1000 عام من كتابة السجلات وصناعة الكتب في أوكرانيا